# James Cotton

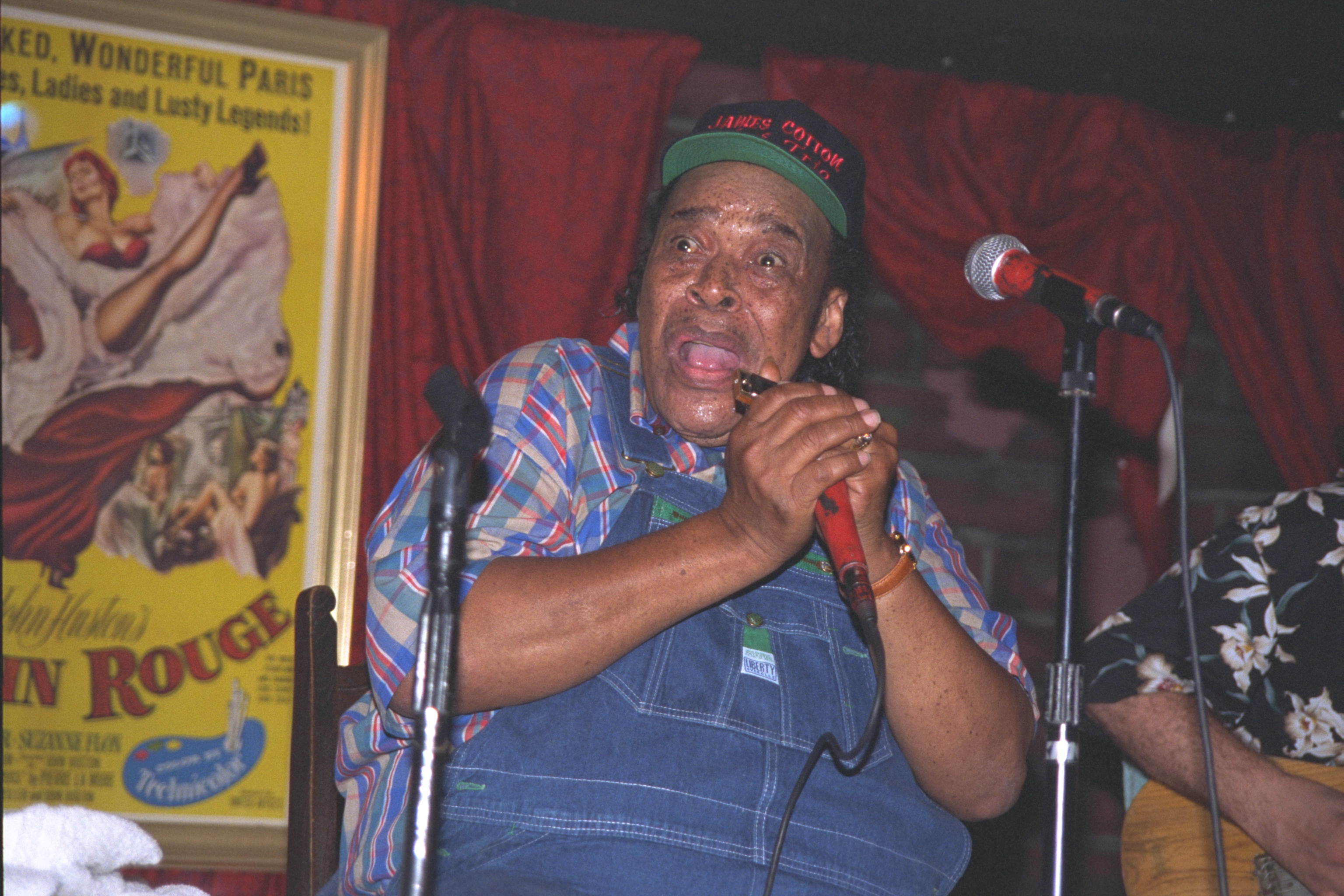
James Cotton 2006

James "Jimmy" Cotton (Tunica, Mississipi, 1 de juliol de 1935 - Austin, 16 de març de 2017) fou un harmonicista, cantant i compositor de blues estatunidencs, que va tocar amb en Muddy Waters a mitjans dels 50. Més endavant va muntar el seu propi grup, La James Cotton Band.

## Biografia
Va participar com a músic de sessió en innumerables enregistraments. Va ser alumne den Sonny Boy Williamson II i coetani de Little Walter i Big Walter Horton amb els que representaria el grup dels 4 harmonicistes més famosos de l'època. James Cotton s'interessa per la música, i concretament pel blues després de sentir a en Sonny Boy Williamson II per la radio. Cotton va anar a buscar a en Sonny Boy Williamson II a casa seva a West Helena, Arkansas. Durant molts anys, Cotton sempre va dir que havia dit a en Sonny Boy Williamson II que era orfe, anys més tard desmentiria aquest punt. Tot i això, Williamson va ser el seu tutor i mentor en aquests primers anys.
Quan Williamson va marxar del sud per anar a viure amb la seva dona a Milwaukee, Wisconsin, li va deixar la banda a en James Cotton. Cotton va arribar a dir "M'ho acaba de donar (referint-se a la banda). Però no podia mantenir-la unida, perquè era massa jove i esbojarrat, i a la banda tots eren homes adults, molt més vells que jo."
Malgrat haver tocar diversos instruments, és conegut sobretot per tocar l'harmònica.
Va començar la seva carrera professional, tocant l'harmònica de blues a la banda de Howling Wolf a principis dels 50. Va fer els primers enregistraments com a solista per a la Sun Records de Memphis, Tennessee el 1953. Començà a treballar amb en Muddy Waters cap al 1953. A la dècada de 1960, James Cotton va formar una banda de Blues en la tradició de Bobby Blue Band.
A la dècada de 1970, va registrar diversos àlbums amb Buddah Records. James Cotton va tocar l'harmònica al disc premiat el 1977 amb un Grammy de Muddy Waters produït per Johnny Winter. La banda de Blues d'en James Cotton, va rebre una nominació al Grammy el 1984.
A partir de la dècada de 1990, James Cotton pateix una afecció a la gola, que el deixa sense poder cantar, malgrat això continua viatjant, usant altres cantants o a altres membres de la banda com a vocalistes. El darrer disc de Cotton, "Baby Don't You Tear My Clothes", va ser llençat el 2004.

## Companys i col·laboradors
- Big Mama Thornton
- Janis Joplin
- Sonny Boy Williamson
- Howlin' Wolf
- Muddy Waters
- Led Zeppelin
- Freddie King
- Steve Miller
- Santana
- B.B. King
- The Grateful Dead
- Willie "Big Eyes" Smith
- Johnny Winter
- Jimmie Vaughan
- Todd Rundgren
- Taj Mahal
- Paul Butterfield
- Elvin Bishop
- William "Billy Boy" Arnold

## Discografia
- Chicago/The Blues/Today! vol. 2
- Take Me Back
- 3 Harp Boogie
- Live from Chicago Mr. Superharp Himself
- High Compression
- 100% Cotton
- Live & On the Move
- Cut You Loose!
- Mighty Long Time
- Fire Down Under the Hill
- Baby, Don't You Tear My Clothes
- Deep in the Blues
- Living the Blues
- 35th Anniversary Jam
- Two Sides of the Blues